# Pinewood Derby (South Park)
«Pinewood Derby» (en España «El Derby de Pinewood» y en Hispanoamérica «Carrera de Autos de Madera») es el sexto episodio de la decimotercera temporada de la serie de televisión estadounidense de animación South Park, y el episodio N° 187 en general de la serie. Se transmitió originalmente en Comedy Central en Estados Unidos el 15 de abril de 2009, en el Reino Unido el 17 de abril de 2009 y en Hispanoamérica el 5 de abril de 2010 (en general).
En el episodio, Randy ayuda a Stan haciendo trampa en una carrera de autos de madera, que inadvertidamente lleva al descubrimiento de vida extraterrestre. Cuando un alien mafioso visita South Park, los residentes entran en posesión de «dinero espacial» robado, entonces deciden mantenerlo para sí mismos y ocultarlo de los agentes de policía de seguridad intergalática que buscan la misma.
El episodio fue escrito y dirigido por el cofundador de la serie Trey Parker, y fue calificado como TV-MA L en los Estados Unidos por el fuerte lenguaje extremo. «Pinewood Derby» fue visto en 2,78 millones de hogares en su emisión original, de acuerdo con Nielsen, convirtiéndolo en el segundo episodio más visto en Comedy Central en la semana que salió al aire. El episodio recibió críticas mixtas en su emisión inicial.
«Pinewood Derby» se ha caracterizado por una parodia de una serie de líderes mundiales, como Gordon Brown, Silvio Berlusconi, Vladímir Putin, Luiz Inácio Lula da Silva, Raila Odinga, Taro Aso, Han Seung-soo, Nicolas Sarkozy, Matti Vanhanen, Angela Merkel y John Howard. El episodio fue originalmente programado para transmitirse en MTV Latinoamérica en febrero de 2010, pero se retiró en el último momento, debido a que el presidente de México en esa época, Felipe Calderón Hinojosa, sale como corrupto, dándole una percepción negativa de su forma de gobernar. El canal alegó que no contaban con la autorización de la Secretaría de Gobernación del país para mostrar la bandera mexicana, por lo que supuestamente violaba la Ley sobre el Escudo, la Bandera y el Himno Nacional.  Este hecho indignó a los seguidores de la serie en México, que lo consideraron un acto de censura por parte del gobierno mexicano. Al final en México el capítulo se emitió el 5 de abril del mismo año.

## Chicos
Stan Marsh
Eric Cartman
Kenny McCormick

## Trama
Randy Marsh, decidido a asegurarse de que su hijo Stan gane la carrera anual de autos de madera, le coloca un objeto en la parte trasera del coche para darle una ventaja. Stan se entera de un informe de la prensa que el objeto es un imán superconductor, robado del Gran Colisionador de Hadrones de Randy con el disfraz de la Princesa Leia. En la gran final, Randy le enseña a Stan a mentir a los jueces y les dice que solo utilizan las piezas en el kit aprobado. Stan gana el primer lugar con su coche, alcanzando la velocidad de la luz, disparándolo fuera de la pista hasta el espacio, donde es encontrado más tarde por una especie extraterrestre. Poco después, una nave espacial aterriza en South Park, pero su piloto es un ladrón de bancos llamado "Baby Fark McGee-zax" que exige que Stan y Randy le construyera un nuevo auto mientras se mantiene todo el planeta a punta de pistola. Todo el mundo cree Stan y su padre puede crear la unidad solo con el kit aprobado.
Stan intenta convencer a Randy de decir la verdad sobre el imán robado, pero Randy se niega a fin de evitar situaciones embarazosas. A medida que la pareja trabaja en el motor warp, una nave intergaláctica policial se acerca a la Tierra; McGee-zax encubre su nave y arrastra Stan fuera de la vista como rehén, dejando a la gente del pueblo para desviar las preguntas de los oficiales. Los oficiales dicen que McGee-zax había robado una gran suma de dinero espacial en efectivo, pero nadie admite haberlo visto a la licencia de los oficiales. Randy a continuación, proporciona una diversión para McGee-zax mientras Stan, ante la insistencia de Randy, lo apuñala hasta la muerte con un mango. En la nave de McGee-zax se encontró que contenía el dienro espacial robado, pero en lugar de devolverlo, Randy convence a todo el mundo para dividirla entre sí. Randy, en contacto con todos los líderes del mundo, compra el silencio de otros países, dándoles una parte. Cuatro días más tarde, los agentes de regresar a South Park. Randy les dice que pasó por ahí y que murió, pero todo el mundo niega la búsqueda de dinero espacial en efectivo.
Randy trata de mantener a los otros países de que gasten la menor cantidad del dinero espacial, ya que podría alertar a la policía intergaláctica, sin embargo, esto no funciona cuando México gasta su dinero en 32 hospitales y 7 parques acuáticos, para gran ira de Randy, y China gasta su parte del dinero en 48 estadios de fútbol. Al enterarse de que Finlandia está a punto de revelar la verdad a la policía, Randy convence al resto del mundo para destruir a Finlandia con un ataque de misiles nucleares. La Policía Intergaláctica hace una tercera visita para preguntar acerca de lo que pasó con Finlandia, pero la farsa incredulidad de los residentes de South Park los engaña. En ese momento Stan, teniendo suficiente del engaño, dice la verdad acerca de que hizo trampa en la carrera de madera y devuelve su trofeo, sin embargo, nadie sale limpio por lo del dinero espacial. McGee-zax emerge de la nave de los oficiales, ya que solo fingió su muerte. Él revela que él es realmente Zaxor Kevorn, embajador del ensayo de nuevos mundos, y que toda la cadena de acontecimientos fue una prueba para ver si la Tierra era digna de unirse a la comunidad intergaláctica. Como castigo por no haber pasado la prueba, la Tierra es aislado del resto del universo para siempre. El episodio termina con Randy diciendo: "Bueno, eso apesta".